# August Christian Gottlieb Brauns
August Christian Gottlieb Brauns (* 14. Juni 1786 in Braunschweig; † 21. Juni 1852 ebenda) war ein deutscher Architekt und Hochschullehrer.

## Leben
August Christian Gottlieb Brauns wurde 1786 in Braunschweig geboren. Er besuchte das dortige Gymnasium und studierte anschließend ab 1801 am Braunschweiger Collegium Carolinum. Er setzte sein Studium 1805 an der Universität Göttingen und der Bauakademie Kassel fort. Brauns wurde 1806 herzoglicher Kammerbaukondukteur in Braunschweig. Da er unter der Regierung des Königreichs Westphalen nicht weiter Beamter bleiben wollte, ging er 1811 nach Großbritannien, wo er als Lehrer der militärischen Landesaufnahme und Zeichnung an der Militärschule in Marlow, später in Sandhurst, tätig war. Er wurde 1812 Offizier im Royal Staff Corps der British Army und erreichte den Rang eines Lieutenant. Von 1813 bis 1815 war er in den Niederlanden und Frankreich Assistent des Generalquartiermeisters im Feldzug gegen Napoleon.
Brauns kehrte 1819 nach Deutschland zurück und nahm 1820 ein Studium der Philosophie in Göttingen auf. Dort wurde er 1821 zum Dr. phil. promoviert. Im Jahr 1822 wurde er Lehrer für Bauwissenschaften am Braunschweiger Collegium Carolinum und 1828 außerordentlicher Professor. Zwei Anträgen auf Versetzung in den Ruhestand wurde 1846 und 1848 nicht entsprochen, so dass er die Lehrtätigkeit bis zu seinem Lebensende ausübte. Brauns hielt erstmals im Wintersemester 1823/24 Vorlesungen über hydrostatische, hydromechanische und hydraulische Grundlagen in Bezug auf die „Wasserbaukunst“ und kann somit als Begründer der Forschung auf dem Gebiet des Wasserbaus an der TU Braunschweig (s. Leichtweiß-Institut) gelten.
In Braunschweig wohnte Brauns zuletzt in der Straße Hinter Liebfrauen. Er starb im Juni 1852 im Alter von 66 Jahren in Braunschweig.